# Ansfelden
Ansfelden je město v rakouské spolkové zemi Horní Rakousy v okrese Linec-venkov.
K 1. lednu 2024 mělo město 18 251 obyvatel.

## Geografie
Ansfelden leží v centrální části Horních Rakous. Sousedí s obcemi Linz, Traun, Sankt Florian, Sankt Marien, Neuhofen an der Krems a Pucking.
Části obce: Ansfelden, Audorf, Berg, Fleckendorf, Freindorf, Fürhappen, Grabwinkel, Haid, Kremsdorf, Moos, Nettingsdorf, Rapperswinkel, Vordermayrberg und Weißenberg. Katastralgemeinden sind Ansfelden, Fleckendorf, Kremsdorf, Nettingsdorf a Rapperswinkel.
Největší nadmořské výšky, 373 m n. m., dosahuje Zirnberg na území Nettingsdorfu.

## Historie
Poprvé je obec zmiňována v roce 788 až 91 pod jménem Albinsvelt v soupisu církevního majetku.
Znak obec získala 27. září 1986 a 25. září 1988 se stala městem.
V roce 2002 byl Ansfelden zaplaven, pod vodou bylo 20 % zástavby.

## Osobnosti města
- Anton Bruckner (1824 – 1896), hudební skladatel a varhaník
- Josef Friedhuber (* 1948), fotograf
- Hermann Krist (* 1959), politik
- Josef Schicklgruber, (* 1967), fotbalista
- Evelyn Pernkopf, (* 1990), lyžařka

## Partnerská města
- Condega, Nikaragua, 2013 [2]